# 佐々木久美 (アイドル)
佐々木 久美（ささき くみ、1996年〈平成8年〉1月22日 - ）は、日本のタレント、元アイドル、司会者、ファッションモデルであり、女性アイドルグループ日向坂46の元メンバーならびに元キャプテン、『Ray』の元専属モデルである。千葉県出身。Seed & Flower合同会社所属。

## 来歴
2016年（平成28年）5月8日、『けやき坂46 メンバーオーディション』に合格する。同年10月28日には、赤坂BLITZで行われたけやき坂46の初単独イベント『ひらがなおもてなし会』に参加した。
2017年（平成29年）10月20日から12月29日の間に放送された、けやき坂46のメンバー本人が主演を務めるドラマ『Re:Mind』で、本人役としてドラマ初主演となる。
2018年（平成30年）3月、大学を卒業した。同年6月3日には、SHOWROOMの配信番組『けやき坂46 ツアー2018開幕直前緊急特番！そして、、？』で、けやき坂46のキャプテンに就任することが発表された。同年9月1日、『東京ガールズコレクション 2018 AUTUMN/WINTER』でランウェイデビュー。
2019年（平成31年）2月11日、自身が所属するグループのけやき坂46が日向坂46へ改名した。同年2月14日には、ファッション誌『Ray』の専属モデルに、同年4月号より起用されることが発表された。
2020年（令和2年）10月28日より放送開始の『みえる』（テレビ朝日・Abema）で自身初のMCを務める。同年、単独でテレビ番組に出演した回数は10月31日時点で65回を数え、日向坂46のグループ内では佐々木美玲の77回に次いで2番目に多い数字であった。
2021年（令和3年）10月6日より放送開始の『2分59秒』（テレビ朝日・Abema）でMCを務める。2022年（令和4年）3月27日には自身のInstagramアカウントを開設した。
2023年（令和5年）11月8日に発売された日向坂46の2ndアルバム『脈打つ感情』のリード曲「君は0から1になれ」で、センターポジションを担当している。グループのキャプテンがセンターポジションに就くのは、シングル表題曲及びアルバムリード曲を通して、坂道グループでは初めてのことである。
2025年（令和7年）1月6日、自身のブログにて、同年1月29日発売の13thシングル「卒業写真だけが知ってる」での活動をもって、日向坂46を卒業すると発表した。同年3月25日に、1st写真集『めくる日々』（主婦の友社）が発売。同年4月6日、横浜スタジアムにて開催された『6回目のひな誕祭』で、卒業セレモニーが実施された。同年5月4日には、公式サイト、ファンクラブ、公式Xを開設した。

## 人物
愛称は、くみてん、きくちゃん、ささく。くみてんは名前の久美とキャプテンを組み合わせたもので、佐々木自身が最も推している愛称である。

### 嗜好
好きな食べ物はタピオカ、グミ、もんじゃ焼き。
お笑い好きであり、「アイドル界ナンバーワンのお笑い好き」と評する声もある。過去には『アメトーーク！』（テレビ朝日）の夏フェス芸人の回の観覧にも参加したことがある。お笑いを好きになったきっかけとなった人物は、日向坂46の冠番組『日向坂で会いましょう』（テレビ東京）でMCを務める、オードリーであり、『オードリーのオールナイトニッポン』（ニッポン放送）は毎週2周するという。『あちこちオードリー』（テレビ東京）も好む。かまいたちや、見取り図のリリーも好きであるという。ラジオはオードリー以外にも、霜降り明星やハライチ、空気階段、パンサーの向井慧がパーソナリティーを務めている番組なども聴いている。
『プレバト!!』で尊敬する俳人は梅沢富美男。
読売ジャイアンツのファン。憧れの選手には矢野謙次、岡本和真を挙げている。
最も好きな漫画は『ONE PIECE』。「仲間を思う気持ちを教えてくれた、私にとって人生の教科書ともいえる漫画」であると述べ、理想のキャプテン像として主人公のルフィを掲げている。一番好きなキャラクターはゾロ。個人のブログのタイトルで『ONE PIECE』に登場するキャラクター名を使用することも多い。本人が作り上げたLINEスタンプ「ONE PIECE × 佐々木久美（日向坂46）スタンプ」もリリースしている。

### 特技
特技はトランペット、バビ語通訳、プレゼントラッピング。トランペットは赤坂BLITZでのイベントで『西部警察』（テレビ朝日）のテーマを演奏したことがある。
モノマネやモノボケも得意であり、モノマネのレパートリーはお笑いタレントのマニアックな一節や、アニーのオーディションを受ける子役、アンミカ、後頭部が最後に来る人、馬、シェフが作った半熟オムライスなど、人や動物、物と多岐に渡る。本人曰く、「いくらでもできる」。日向坂46の冠番組『HINABINGO!』（日本テレビ）でモノボケを披露した際には、MCの小籔千豊が「吉本の劇場でもウケてたと思う」と評した。2021年5月24日放送の『しゃべくり007』（日本テレビ）にゲスト出演し、モノマネを立て続けに披露した際には、レギュラー出演者のくりぃむしちゅーから「目の付け所がいい」などと絶賛された。
高校時代に国語の全国模試で2位をとったことがある。

### 日向坂46
ペンライトカラーは、    パステルブルー ×     パープル。
キャッチコピーは「グミが好きな久美」。
日向坂46に所属するメンバーの中では、井口眞緒が卒業してからは最年長である。
同期生の加藤史帆と特に仲が良く、「きくとし」というコンビ名。
2期生の小坂菜緒は、「キャプテンは周りを常にしっかり見ていて、メンバーに対して『ここがダメだよ』とはっきり伝えてくれる存在です。私だったら、例えキャプテンになったとしても同じようにはできないので、自分の役割をしっかり果たされていることにすごく憧れます。」と発言している。
派生ユニットとして、同期生の潮紗理菜、加藤史帆、齊藤京子、高本彩花の4人とけやき坂46時代に「りまちゃんちっく」を結成している。

## 作品

### シングル
けやき坂46
- ひらがなけやき（2016年8月10日、SRCL-9153）- EAN 4988009130866。
- 誰よりも高く跳べ！（2016年11月30日、SRCL-9269/70）- EAN 4547366279382。
- W-KEYAKIZAKAの詩（2017年4月5日、SRCL-9394/402）- EAN 4547366301281。
- 僕たちは付き合っている（2017年4月5日、SRCL-9400/1）- EAN 4547366301281。
- それでも歩いてる（2017年10月25日、SRCL-9583/4）- EAN 4547366331646。
- NO WAR in the future（2017年10月25日、SRCL-9583/4）- EAN 4547366331646。
- イマニミテイロ（2018年3月7日、SRCL-9738/9）- EAN 4547366350272。
- ハッピーオーラ（2018年8月15日、SRCL-9924/5）- EAN 4547366371086。
- 君に話しておきたいこと（2019年2月27日、SRCL-9985/6）- EAN 4547366383324。
- 抱きしめてやる（2019年2月27日、SRCL-9985/6）- EAN 4547366383324。

日向坂46
- キュン（2019年3月27日、SRCL-11121/7）- EAN 4547366399219。
- JOYFUL LOVE（2019年3月27日、SRCL-11121/7）- EAN 4547366399219。
- 耳に落ちる涙（2019年3月27日、SRCL-11121/2）- EAN 4547366399219。
- Footsteps（2019年3月27日、SRCL-11123/4）- EAN 4547366399226。
- ときめき草（2019年3月27日、SRCL-11125/6）- EAN 4547366399233。
- ドレミソラシド（2019年7月17日、SRCL-11220/6）- EAN 4547366412871。
- キツネ（2019年7月17日、SRCL-11220/6）- EAN 4547366412871。
- My god（2019年7月17日、SRCL-11220/1）- EAN 4547366412871。
- こんなに好きになっちゃっていいの？（2019年10月2日、SRCL-11310/6）- EAN 4547366422436。
- ホントの時間（2019年10月2日、SRCL-11310/6）- EAN 4547366422436。
- ママのドレス（2019年10月2日、SRCL-11314/5）- EAN 4547366422450。
- 川は流れる（2019年10月2日、SRCL-11316）- EAN 4547366422467。
- ソンナコトナイヨ（2020年2月19日、SRCL-11450/6）- EAN 4547366442526。
- 青春の馬（2020年2月19日、SRCL-11450/6）- EAN 4547366442526。
- 好きということは…（2020年2月19日、SRCL-11450/1）- EAN 4547366442526。
- 窓を開けなくても（2020年2月19日、SRCL-11452/3）- EAN 4547366442533。
- 君しか勝たん（2021年5月26日、SRCL-11794/802）- EAN 4547366504392。
- 声の足跡（2021年5月26日、SRCL-11794/802）- EAN 4547366504392。
- どうする？どうする？どうする？（2021年5月26日、SRCL-11798/9）- EAN 4547366504415。
- 膨大な夢に押し潰されて（2021年5月26日、SRCL-11802）- EAN 4547366504439。
- ってか（2021年10月27日、SRCL-11941/9）- EAN 4547366527520。
- 何度でも何度でも（2021年10月27日、SRCL-11941/9）- EAN 4547366527520。
- 思いがけないダブルレインボー（2021年10月27日、SRCL-11941/2）- EAN 4547366527520。
- アディショナルタイム（2021年10月27日、SRCL-11949）- EAN 4547366527568。
- 僕なんか（2022年6月1日、SRCL-12140/8）- EAN 4547366557145。
- 飛行機雲ができる理由（2022年6月1日、SRCL-12140/8）- EAN 4547366557145。
- 真夜中の懺悔大会（2022年6月1日、SRCL-12144/5）- EAN 4547366557183。
- 知らないうちに愛されていた（2022年6月1日、SRCL-12148）- EAN 4547366557176。
- 月と星が踊るMidnight（2022年10月26日、SRCL-12320/8）- EAN 4547366583045。
- HEY!OHISAMA!（2022年10月26日、SRCL-12320/8）- EAN 4547366583045。
- 一生一度の夏（2022年10月26日、SRCL-12328）- EAN 4547366583076。
- One choice（2023年4月19日、SRCL-12490/8）- EAN 4547366612684。
- 恋は逃げ足が早い（2023年4月19日、SRCL-12490/8）- EAN 4547366612684。
- 愛はこっちのものだ（2023年4月19日、SRCL-12490/1）- EAN 4547366612684。
- 友よ 一番星だ（2023年4月19日、SRCL-12498）- EAN 4547366612714。
- Am I ready?（2023年7月26日、SRCL-12610/8）- EAN 4547366625868。
- 接触と感情（2023年7月26日、SRCL-12610/1）- EAN 4547366625868。
- 骨組みだらけの夏休み（2023年7月26日、SRCL-12612/3）- EAN 4547366625875。
- ガラス窓が汚れてる（2023年7月26日、SRCL-12618）- EAN 4547366625899。
- 君はハニーデュー（2024年5月8日、12860/8）- EAN 4547366670318。
- 僕に続け（2024年5月8日、SRCL-12868）- EAN 4547366670301。
- 絶対的第六感（2024年9月18日、SRCL-13000/8）- EAN 4547366698114
- 永遠のソフィア（2024年9月18日、SRCL-13000/1）- EAN 4547366698114。
- 卒業写真だけが知ってる（2025年1月29日、SRCL-13120/8）- EAN 4547366719680。
- 孤独たちよ（2025年1月29日、SRCL-13120/1）- EAN 4547366719680。
- Instead of you（2025年1月29日、SRCL-13126/7）- EAN 4547366719727。

### アルバム
欅坂46
- 真っ白なものは汚したくなる（2017年7月19日、SRCL-9482/8）- EAN 4547366318470。

けやき坂46
- 走り出す瞬間（2018年6月20日、SRCL-9825/9）- EAN 4547366358575。

日向坂46
- ひなたざか（2020年9月23日、SRCL-11580/4）- EAN 4547366470109。
- 脈打つ感情（2023年11月8日、SRCL‐12720/6）‐ EAN 4547366647020。

### 映像作品
- けやき坂46（2016年11月30日）- EAN 4547366279399。
- 潮紗理菜・加藤史帆・佐々木久美（2017年4月5日）- EAN 4547366301274。
- グループ発展祈願の旅 〜栃木編〜（2017年10月25日）- EAN 4547366331639。
- けやき坂46 1期生特典映像（2018年3月7日）- EAN 4547366350289。
- ひらがな武道館 〜Day3 Special Selection〜（2018年6月20日）- EAN 4547366358575。
- ひらがな全国ツアー2017 Live&Documentary（2018年6月20日）- EAN 4547366358582。
- KEYABINGO!3（2018年6月29日）- EAN 4988021715874、EAN 4988021146951。
- Re:Mind（2018年7月4日）- EAN 4517331041733、EAN 4517331041726。
- 菅井友香×佐々木久美 自撮りTV（2018年8月15日）- EAN 4547366371093。
- KEYABINGO!4 ひらがなけやきって何?（2018年11月9日）- EAN 4988021716512、EAN 4988021147545。
- けやき坂46ストーリー 〜ひなたのほうへ〜（2019年3月27日）- EAN 4547366399233。
- はじめて魚釣りビンゴをしてみた（2019年7月17日）- EAN 4547366412888。
- ひなたの休日（2019年10月2日）- EAN 4547366422443。
- HINABINGO!（2019年11月22日）- EAN 4988021717656、EAN 4988021148740。
- 日向坂46 大富豪No.1決定戦（2020年2月19日）- EAN 4547366442526、EAN 4547366442533、EAN 4547366442540。
- HINABINGO!2（2020年4月3日）- EAN 4988021718011、EAN 4988021140089。
- DASADA（2020年5月22日）- EAN 4988021718073、EAN 4988021140157。
- 日向坂46デビューカウントダウンライブ!! in 横浜アリーナ 〜けやき坂46 LAST LIVE〜（2020年9月23日）- EAN 4547366470109。
- 日向坂46デビューカウントダウンライブ!! in 横浜アリーナ 〜日向坂46 FIRST LIVE〜（2020年9月23日）- EAN 4547366470116。
- 3年目のデビュー（2021年1月20日）- EAN 4517331070719、EAN 4517331070726。
- 〜ひらがな推し〜「としちゃんと愉快な仲間たち編」（2021年3月31日）- EAN 4547366499780。
- 〜ひらがな推し〜「京子さん、何してんですか編」（2021年3月31日）- EAN 4547366499803。
- 〜ひらがな推し〜「日向のバラエティ女王誕生編」（2021年3月31日）- EAN 4547366499810。
- 〜ひらがな推し〜「パンの鉄砲を撃ちますよ編」（2021年3月31日）- EAN 4547366499797。
- 〜ひらがな推し〜「あだ名がおたけになりました編」（2021年3月31日）- EAN 4547366499773。
- NIGHT FLIGHT（2021年5月26日）- EAN 4547366504422。
- ひなたの夏休み（2021年10月27日）- EAN 4547366527537。
- 〜ひらがな推し〜初ガツオを推すしかない編（2022年1月1日）- EAN 4547366540796。
- 〜ひらがな推し〜好きな人いるの?ニブだよ編（2022年1月1日）- EAN 4547366540772。
- 〜ひらがな推し〜ヘビーリトルトゥース誕生編（2022年1月1日）- EAN 4547366540765。
- 〜ひらがな推し〜埼玉と春日が生んだ怒涛の起爆剤編（2022年1月1日）- EAN 4547366540789。
- 〜ひらがな推し〜いつでもどこでも変化球編（2022年1月1日）- EAN 4547366540758。
- ひなたのバス旅（2022年6月1日）- EAN 4547366557145、EAN 4547366557183。
- 日向坂46 3周年記念MEMORIAL LIVE 〜3回目のひな誕祭〜 in 東京ドーム（2022年7月20日）- EAN 4547366568318、EAN 4547366568301。
- 渡邉美穂 卒業セレモニー（2022年10月26日）- EAN 4547366583045、EAN 4547366583052。
- 希望と絶望（2022年12月21日）- EAN 4550450021729、EAN 4550450021736。
- 〜日向坂で会いましょう〜加藤史帆のバーベキューで会いましょう（2023年1月1日）- EAN 4547366595888。
- 〜日向坂で会いましょう〜佐々木久美の野球で会いましょう（2023年1月1日）- EAN 4547366595901。
- 〜日向坂で会いましょう〜金村美玖のオードリーに会いましょう（2023年1月1日）- EAN 4547366595895。
- 〜日向坂で会いましょう〜小坂菜緒のヒットキャンペーンで会いましょう（2023年1月1日）- EAN 4547366595918。
- 〜日向坂で会いましょう〜丹生明里の団体戦で会いましょう（2023年1月1日）- EAN 4547366595925。
- Happy Smile Tour 2022（2023年4月19日）- EAN 4547366612684、EAN 4547366612691。
- W-KEYAKI FES. 2022（2023年7月26日）- EAN 4547366625868、EAN 4547366625875。
- 日向坂46 4周年記念MEMORIAL LIVE 〜4回目のひな誕祭〜 in 横浜スタジアム（2023年9月13日）- EAN 4547366634235、EAN 4547366634228。
- 日向坂46「Happy Train Tour 2023」in 大阪城ホール（2023年11月8日）- EAN 4547366647020、EAN 4547366647037。
- ひらがなくりすます2018 & ひなくり2019〜2022 Complete Box（2023年12月24日）- EAN 4547366655889。
- 〜日向坂で会いましょう〜齊藤京子の野球を好きになりましょう（2024年1月31日）- EAN 4547366660821。
- 〜日向坂で会いましょう〜佐々木美玲のおひさまたちを釣りましょう（2024年1月31日）- EAN 4547366660791。
- 〜日向坂で会いましょう〜河田陽菜の秋頃に会いましょう（2024年1月31日）- EAN 4547366660784。
- 〜日向坂で会いましょう〜松田好花のリトルトゥースになりましょう（2024年1月31日）- EAN 4547366660807。
- 〜日向坂で会いましょう〜上村ひなのの三期生に出会いましょう（2024年1月31日）- EAN 4547366660814。
- 日向坂46 齊藤京子卒業コンサート&5周年記念MEMORIAL LIVE 〜5回目のひな誕祭〜 in 横浜スタジアム（2024年7月24日）- EAN 4547366690101、EAN 4547366690088。
- BEST MUSIC VIDEO COLLECTION 2015-2024（2024年12月3日）- EAN 4547366713909。
- 〜日向坂で会いましょう〜新年早々バトりましょう（2025年4月9日）- EAN 4547366731361。
- 〜日向坂で会いましょう〜OBKを炙り出しましょう（2025年4月9日）- EAN 4547366731323。
- 〜日向坂で会いましょう〜ポンコツたちを集めましょう（2025年4月9日）- EAN 4547366731330。
- 〜日向坂で会いましょう〜四期生を知ってもらいましょう（2025年4月9日）- EAN 4547366731354。
- 〜日向坂で会いましょう〜宮崎に行きましょう（2025年4月9日）- EAN 4547366731347。
- ひなたフェス2024（2025年5月21日）- EAN 4547366743081、EAN 4547366743098、EAN 4547366743104。
- Behind the scenes of ひなたフェス2024（2025年5月21日）- EAN 4547366743111。
- 日向坂46 6周年記念MEMORIAL LIVE 〜6回目のひな誕祭〜 in 横浜スタジアム（2025年7月23日）- EAN 4547366757309、EAN 4547366757316、EAN 4547366757323。

## 出演

### テレビドラマ
- Re:Mind（2017年10月20日 - 12月29日、テレビ東京）- 佐々木久美 役[14]。
- DASADAシリーズ（日本テレビ）- 立花ゆりこ 役[60]。
  - DASADA（2020年1月16日 - 3月19日）[61]
  - DASADA 〜未来へのカウントダウン〜（2020年7月2日 - 9月10日）[62]

### 情報・バラエティ番組
- 全国ボロいい宿（北海道放送）
  - （2020年2月16日）[63]
  - （2021年2月21日）[64]
  - （2022年2月20日）[65]
  - （2023年2月19日）[66]
  - （2024年2月18日）[67]
  - （2025年2月16日）[68]
- みえる（2020年10月28日 - 2021年9月30日[注 1]、テレビ朝日）- MC[69][注 2]。
- 2分59秒（2021年10月28日 - 2022年10月20日[注 1]、テレビ朝日）- MC[71][注 3]。

### その他番組
- Next Baseball（2020年7月25日・11月20日・12月26日、ひかりTV・dTV）- アシスタント[73]。
- スポーツ リアライブ〜SPORTS Real&Live〜（2024年4月6日 - 、テレビ東京）- MC[74]。

### ネット配信
- eBASEBALLプロスピAリーグ 第4節 DeNA vs 巨人（2022年11月26日、YouTube）[75]

### ラジオ
- LOGISTEED RADIONOMICS（2024年4月5日 - 、J-WAVE）- ナビゲーター[76]。

### 舞台
- ザンビ〜Theater's end〜（2019年2月7日 - 2月17日、天王洲 銀河劇場）- 未来 役（TEAM "GREEN"）[77]。

### ファッションショー
- 東京ガールズコレクション
  - マイナビ presents 第27回 東京ガールズコレクション 2018 AUTUMN / WINTER（2018年9月1日、さいたまスーパーアリーナ）[78]
  - TGC KITAKYUSHU 2018 by TOKYO GIRLS COLLECTION（2018年10月6日、西日本総合展示場）[79]
  - SDGs 推進 TGC しずおか 2019 by TOKYO GIRLS COLLECTION（2019年1月12日、ツインメッセ静岡）[80]
  - マイナビ presents 第28回 東京ガールズコレクション2019 SPRING / SUMMER（2019年3月30日、横浜アリーナ）[81]
  - TGC KUMAMOTO 2019 by TOKYO GIRLS COLLECTION（2019年4月20日、グランメッセ熊本）[82]
  - TGC TOYAMA 2019 by TOKYO GIRLS COLLECTION（2019年7月27日、富山市総合体育館）[83]
  - マイナビ presents 第29回 東京ガールズコレクション 2019 AUTUMN / WINTER（2019年9月7日、さいたまスーパーアリーナ）[84]
  - TGC KITAKYUSHU 2019 by TOKYO GIRLS COLLECTION（2019年10月5日、西日本総合展示場）[85]
  - SDGs推進 TGC しずおか 2020 by TOKYO GIRLS COLLECTION（2020年1月11日、ツインメッセ静岡）[86]
  - 第30回 マイナビ 東京ガールズコレクション 2020 SPRING / SUMMER（2020年2月29日、国立代々木競技場第一体育館）[87]
  - 第31回 マイナビ 東京ガールズコレクション 2020 AUTUMN / WINTER ONLINE（2020年9月5日、オンライン配信）[88]
  - 第32回 マイナビ 東京ガールズコレクション 2021 SPRING / SUMMER（2021年2月28日、オンライン配信）[89]
  - 第33回 マイナビ 東京ガールズコレクション 2021 AUTUMN / WINTER（2021年9月4日、オンライン配信）[90]
  - 第34回 マイナビ 東京ガールズコレクション 2022 SPRING / SUMMER（2022年3月21日、国立代々木競技場第一体育館）[91]
  - 第35回 マイナビ 東京ガールズコレクション 2022 AUTUMN / WINTER（2022年9月3日、さいたまスーパーアリーナ）[92]
  - SDGs推進 TGC しずおか 2023 by TOKYO GIRLS COLLECTION（2023年1月14日、ツインメッセ静岡）[93]
  - oomiya presents TGC WAKAYAMA 2023 by TOKYO GIRLS COLLECTION（2023年2月11日、和歌山ビッグホエール）[94]
  - 第36回 マイナビ 東京ガールズコレクション 2023 SPRING / SUMMER（2023年3月4日、国立代々木競技場第一体育館）[95]
  - 第37回 マイナビ 東京ガールズコレクション 2023 AUTUMN / WINTER（2023年9月2日、さいたまスーパーアリーナ）[96]
  - 第38回 マイナビ 東京ガールズコレクション 2024 SPRING / SUMMER（2024年3月2日、国立代々木競技場第一体育館）[97]
- GirlsAward
  - Rakuten GirlsAward 2018 AUTUMN / WINTER（2018年9月16日、幕張メッセ）[98]
  - Rakuten GirlsAward 2019 SPRING / SUMMER（2019年5月18日、幕張メッセ）[99]
  - Rakuten GirlsAward 2019 AUTUMN / WINTER（2019年9月28日、幕張メッセ）[100]
  - Rakuten GirlsAward 2022 SPRING / SUMMER（2022年5月14日、幕張メッセ）[101]
  - Rakuten GirlsAward 2023 SPRING / SUMMER（2023年5月4日、国立代々木競技場第一体育館）[102]
  - Rakuten GirlsAward 2023 AUTUMN / WINTER（2023年9月30日、幕張メッセ）[103]
  - Rakuten GirlsAward 2024 SPRING / SUMMER（2024年5月3日、国立代々木競技場第一体育館）[104]
  - Rakuten GirlsAward 2024 AUTUMN / WINTER（2024年10月19日、幕張メッセ）[105]

### イベント
- 「TOKYO交通安全キャンペーン」プレイボールイベント（2017年11月30日、六本木ヒルズアリーナ）[106]
- ザンビ THE ROOM 最後の選択（2019年7月31日 - 8月11日、渋谷ヒカリエ ヒカリエホール）[107]
- TOKYOユニコレ2019 ニッポン応援宣言（2019年11月9日、六本木ヒルズアリーナ）[108]

### 始球式
- セントラル・リーグ公式戦 読売ジャイアンツ vs 中日ドラゴンズ（2019年9月3日、HARD OFF ECOスタジアム新潟）[109]
- 【日本生命セ・パ交流戦】 読売ジャイアンツ vs オリックス・バファローズ 1回戦（2024年6月7日、東京ドーム）[45]

### CM
- 日向坂46 新メンバーオーディション 佐々木久美 編（2022年3月21日 - ）[110]

## 書籍

### 雑誌連載
- Ray（2019年2月23日 - 2025年03月22日、主婦の友社→DONUTS）- 専属モデル[4][5][10]。